# 仙岩街道
仙岩街道是中华人民共和国浙江省温州市瓯海区下辖的一个街道办事处。境内有国家级3A风景名胜区——仙岩风景区。

## 历史沿革
原隶属瑞安，明嘉靖年间属崇泰乡六都、七都及帆游乡二都、三都。1931年属第一区仙岩、岩潭两乡。民国二十四年称仙潭乡。民国三十五年与罗南乡合并属罗阳乡。1949 年析置仙岩乡。1956 年 2 月，称仙岩大乡，为仙岩区区公所所在地。1958年称仙岩管理区。1961 年改称仙岩人民公社。1984 年改置仙岩乡。1986 年12 月撤乡设镇。1992 年 6 月原梓岙乡南部沈岙、横坑、竹溪、花台、大岭、李山、星光（曾称莘田）和凤池 等8 个村并入镇。2001 年 8 月划归瓯海区。2011 年 3月撤镇建制，设立仙岩街道办事处。

## 行政区划
仙岩街道下辖以下村级行政区划单位：
岩下社区、仙岩社区、下林社区、河口塘社区、穗丰社区、仙岩工业园社区、沈岙社区、梓南社区、梓北社区、荣新社区、穗丰村、仙南村、仙北村、岩二村、岩一村、自力村、渔潭村、社帆村、河口塘村、霞林村、跃进村、派岩村、罗垟村、秀垟村、盘垟村、沈岙村、竹溪村、凤池村、星光村、花台村、李山村、大岭村、横坑村和新丰村。